# София Мондова
София Стоилова Полизоева, по мъж Мондова, е българска учителка и революционерка, секретар на драмския околийски комитет на Вътрешната македоно-одринска революционна организация.

## Биография
Мондова е родена в град Неврокоп, тогава в Османската империя, днес Гоце Делчев, България, в семейството на възрожденеца Стоил Полизоев. Учи в българската девическа гимназия в Солун. В 1903 година е назначена за учителка българското училище в град Мехомия на мястото на Райна Каназирева, принудена да бяга в Свободна България, поради преследване от властите за революционна дейност. Полизоева също става членка на ВМОРО и развива широка дейност за поддържане на духа на българското население в изгорената при Илинденско-Преображенското въстание Мехомия.
Поради необходимост от революционни дейци в Сярско, Полизоева е преместена за учителка в голямото драмско село Просечен. В 1906 година е секретар на Драмския околийски революционен комитет. През есента на 1906 година при провал на революционната организация, е заловена и осъдена на смърт, но присъдата е заменена с доживотен затвор. Заточена е в Диарбекир, където престоява година и осем месеца до амнистията след Младотурската революция в 1908 година.
След освобождението си е назначена за учителка в Неврокоп, където преподава една година, а след това става съдия-изпълнител в Гюмюрджина. В Гюмюрджина става членка на Българската работническа социалдемократическа партия и се жени за Христо Василев Мондов от Самоков. Мъжът ѝ взима участие в Първата световна война и София Мондова сама се грижи за семейството. След като Гюмюрджина е загубена от България в 1919 година, семейството се установява в Пазарджик, а след това в Самоков, като и двамата са членове на Българската комунистическа партия. След Септемврийското въстание от 1923 година, Мондови са уволнени и се установяват в София, където Христо Мондов работи като счетоводител, а София като шивачка. И двамата заболяват от туберкулоза, като Христо умира преди нея.
След Деветосептемврийския преврат в 1944 година Мондова е обявена за активен борец против фашизма и капитализма.
Мондова умира на 3 декември 1948 година в София.